# قحطبة بن شبيب
قحطبة بن شبيب الطائي أحد قادة بني العباس. ولد في نهاية القرن الأول الهجري. وقد صحب قحطبة بن شبيب أبا مسلم الخراساني، وناصره في إقامة الدعوة العباسية بخراسان. كان أحد النقباء الإثنى عشر الذين اختارهم محمد بن علي ممن استجاب له في خراسان سنة (103هـ).
في عام (132هـ) التقى قحطبة بن شبيب مع أمير العراق يزيد بن عمر بن هبيرة، وانتصر جند قحطبة، ولكن معن بن زائدة قتل قحطبة. وقد توفي قحطبة مقتولا سنة (132هـ).